# إدوين جودي
إدوين جودي (بالهولندية: Edwin Godee) هو لاعب كرة قدم هولندي في مركز الوسط، ولد في 26 سبتمبر 1964 في أترخت في هولندا. لعب مع أياكس أمستردام ودي غرافشاب وفيلم 2 تيلبورغ ونادي أوترخت وهيراكليس ألميلو.

## وصلات خارجية
- إدوين جودي على موقع الاتحاد الدولي (مؤرشف)  (الإنجليزية)
- إدوين جودي على موقع قاعدة بيانات كرة القدم.إي يو (الإنجليزية)
- إدوين جودي على موقع عالم كرة القدم.نت (الإنجليزية)